# Abonyi Andor
Abonyi Andor (Nagykanizsa, 1887. február 21. – Dubno mellett, Galícia, 1915. szeptember 14.) költő, ügyvéd.

## Élete
Nagykanizsán érettségizett 1905-ben. A jogi doktorátus és ügyvédi diploma megszerzése után Dombóváron nyitott irodát. Harctérről küldött versei a Budapesti Hírlapban és más lapokban jelentek meg. Szerkesztője és alapítója volt a Dombóvár és vidéke című politikai lapnak (1914–1915). Zsidó származású volt. Az I. világháborúban esett el. A Halál útján című verseskötete kéziratban maradt.

## Önállóan megjelent kötetei
- Primus (költemények, Pécs, 1906)
- Nap nap után (versek, Nagykanizsa, 1911)